# Mount Pleasant (New South Wales)
Mount Pleasant ist ein Stadtteil von Wollongong, New South Wales, Australien am Westrand der Stadt am Southern Freeway zwischen Sydney und Wollongong. Er hat 1397 Einwohner (Stand 2021).

## Geschichte
John Dingwall besaß Land im heutigen Mount Pleasant und benannte es mit dem heutigen Namen. Der heutige Wohnort Mount Pleasant entwickelte sich nach der Aufschließung der Mount-Pleasant-Mine 1861.
2022 war Wollongong Gastgeber der Weltmeisterschaften im Straßenradsport. Der entscheidende Anstieg des Rundkurses durchs Stadtgebiet führte auf der Ramah Avenue nach Mount Pleasant hinauf.